# Kansha Kangeki Ame Arashi
Kansha Kangeki Ame Arashi (感謝カンゲキ雨嵐?) è un brano musicale del gruppo musicale giapponese Arashi, pubblicato come loro quarto singolo l'8 novembre 2000. Il brano è incluso nell'album Arashi No.1 Ichigou: Arashi wa Arashi o Yobu!, primo lavoro del gruppo. Il singolo ha raggiunto la seconda posizione della classifica Oricon dei singoli più venduti in Giappone, vendendo 362.490. Il brano è stato utilizzato come tema musicale del dorama televisivo Namida wo Fuite con Yōsuke Eguchi, Yuki Uchida, Aya Ueto ed il membro degli Arashi Kazunari Ninomiya.

## Tracce
CD Singolo PCCJ-00003
1. Kansha Kangeki Ame Arashi - 4:41
2. Ok! All Right! Ii Koi Wo Shiyou - 4:02
3. Kansha Kangeki Ame Arashi (Karaoke) - 4:41
4. Ok! All Right! Ii Koi Wo Shiyou (Karaoke) - 4:02

## Classifiche
| Classifica (2000) | Posizione più alta |
| ----------------- | ------------------ |
| Giappone (Oricon) | 2                  |